# Anton Urbanc
Anton Urbanc, slovenski pravnik in publicist, * 13. junij 1895, Štefan na Zilji (nem. St. Stefan an der Gail), † 15. april 1956, Ljubljana.

## Življenje in delo
Osnovno šolo je obiskoval v rojstnem kraju in v Celovcu, kjer je končal tudi  klasično gimnnazijo (1916); pravo je študiral  na Dunaju (1916-1917), v Pragi (1917-1919), v Zagrebu in Ljubljani (1919-1920), kjer je tudi doktoriral (1922). Med 1922–1929 je bil odvetniški praktikant, vmes 1924–1925 v sodni praksi v Splitu in Dubrovniku; 1929 je odprl lastno odvetniško pisarno v Ljubljani. Julija 1919 se je dal na razpolago narodni vladi in deloval kot predavatelj ter publicist v Pliberku. Leta 1924 je ustanovil Klub koroških Slovovencev, se organizacijsko udejstvoval v odvetniški zbornici in v Zvezi odvetniške komore Jugoslavije. V strokovni literaruri in drugih listih je objavljal članke s pravno tematiko. Bil pa je tudi zbiratelj likovnih umetnin in knjig. 